# Megenzer von Velldorf

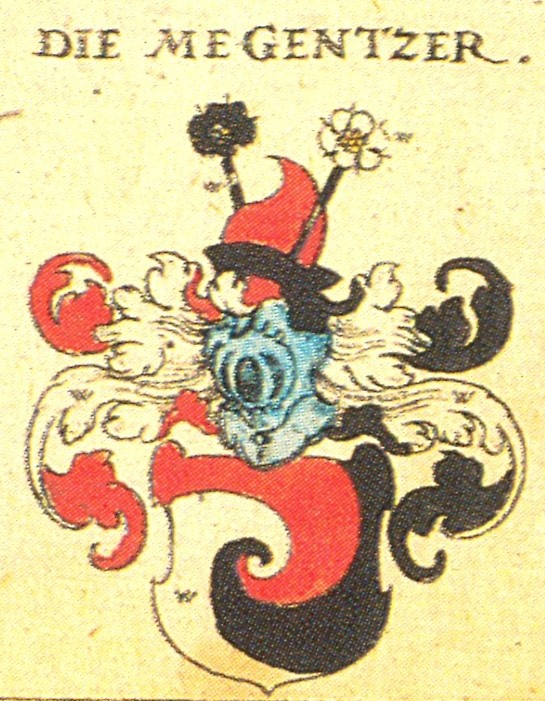
Wappen der Megenzer in Siebmachers Wappenbuch von 1605

Die Megenzer von Velldorf (im Siebmacher und anderen Quellen irreführend auch Megentzer von Folldorf genannt) stammten aus dem heute zu Starzach gehörenden Dorf Felldorf bei Horb und waren ursprünglich Vasallen der Grafen von Hohenberg, später auch der Markgrafen von Baden. Erstmals belegt um 1280, starben sie am Ende des 17. Jahrhunderts aus.

## Bekannte Vertreter des Adelsgeschlechts
- Contz (Conrad) Megenzer von Felldorf (* um 1340) war Sohn des Friedrich Megenzer von Felldorf und Enkel von Walter Megenzer von Felldorf. Er wurde von 1356 bis 1368 urkundlich erwähnt: 1363 als 'Schwestermann' der drei jungen Schenken von Stauffenberg, am 11. März 1363 als 'Cuontz der Mägentzer' als Bürge für 'Cuntz des Schenk von Stöffenberg', am 16. Juli 1365 erneut als 'Schwestermann' und nochmals 1369.[2]
- Adelheid Megenzer von Felldorf (* 1390; † 1436), die Tochter von Contz (Conrad) Megenzer von Felldorf, war mit Hans von Plieningen und Wangen (* um 1370 in Wangen) verheiratet.[3]
- Jörg Megen[z]er von Felldorf (* um 1400), der einen Teil auf der Burg Entringen von Ulrich von Lichtenstein gepfändet hat, verpflichtete sich am 26. August 1448, den Burgfrieden zu halten wie die andern Gemeiner.[4]
- Junker Hans Veit Megenzer von Velldorf († 1. Juli 1580) wurde am 1. Juli 1580 im Streit durch den 19-jährigen Graf von Lichtenstein erstochen.[5]
- Joachim Megenzer von Velldorf war um 1630 markgräflich badischer Forst- und Jägermeister mit Sitz auf der Rohrburg und wurde 1636 zum Obervogt von Ettlingen bestellt.
- Wolf Dietrich Megenzer von Felldorf († 6. Okt. 1669) war württembergischer Rat und Assessor am Hofgericht zu Tübingen sowie Rat und Truchenmeister der Ritterkantone Neckar-Schwarzwald und Ortenau.[6]
- Agnes Megenzerin von Velldorf (* Dezember 1614) war die Witwe des in der Tübinger Stiftskirche begrabenen Wolf Dietrich Megenzer von Velldorf.[7]
- Der kaiserliche Feldmarschallleutnant Johann Georg von der Hauben (1657–1717) sowie sein Bruder, der Wormser Domherr Johann Lothar von der Hauben (1655–1723), hatten eine Mutter aus dem Geschlecht der Megenzer von Velldorf.